# 堅硬白彫螺
堅硬白彫螺（学名：Vanikoro solida）为白彫螺科白彫螺屬下的一个种。